# 封号
封号（ほうごう）とは、授封ないし冊封に当たって授与する爵位であり称号。爵号（しゃくごう）とも。

## 中国の冊封
特に近隣諸国を自らの属国と見做し、対外関係は原則として朝貢による外交・通商関係しか認めなかった中国では歴代の中華王朝が近隣諸国の君主に封号を与え、朝貢を受ける代償として通交を許可した。日本史上では卑弥呼が魏から、親魏倭王に封ぜられ、倭の五王の時代には大王が倭国王及び将軍号を封号として授けられたことが記録されているなど、その慣習は古くから確認できる。
中世以降も中国は元や明、清などの各王朝が朝鮮の王やベトナムの皇帝、日本の征夷大将軍、琉球王国の御主に対して朝鮮国王や安南国王、日本国王、琉球国王の封号を授け、周辺諸民族に対してはその民族固有の君主号を漢字表記して単于号を授けることなどがなされた。或いは、建国の功臣を諸侯に封ずる場合にも侯などの爵位を封号として授けた。
通常、君主号はその国や民族の言語において由緒ある美称を以って称するのが一般的であるが、蔑称を封号として付与する例もあったり、あるいは中国の臣下であることを表示する封号を殊更称することを潔しとしない気分も、中国の周辺国には少なからずあった。そこで、中国やその属国との外交通商における外交称号としてのみ封号を称し、内政には用いられない類の称号であった。

## ヨーロッパの封号
ヨーロッパでは、ドイツやフランス、イギリスなどで皇帝ないし国王が諸侯に対して授ける爵位が封号にあたる。